# Grande Prémio da Estíria de Motovelocidade
O Grande Prêmio da Estíria de MotoGP é um evento motociclístico que foi introduzido no do mundial de MotoGP em 2020 e 2021 como resposta ao cancelamento de provas devido à pandemia de COVID-19.

## Lista de Vencedores
| Ano  | Pista         | Moto3            | Moto3 | Moto2           | Moto2 | MotoGP          | MotoGP | Resumo   |
| Ano  | Pista         | Piloto           | Moto  | Piloto          | Moto  | Piloto          | Moto   | Resumo   |
| ---- | ------------- | ---------------- | ----- | --------------- | ----- | --------------- | ------ | -------- |
| 2021 | Red Bull Ring | Pedro Acosta     | KTM   | Marco Bezzecchi | Kalex | Jorge Martín    | Ducati | Detalhes |
| 2020 | Red Bull Ring | Celestino Vietti | KTM   | Marco Bezzecchi | Kalex | Miguel Oliveira | KTM    | Detalhes |

### Pilotos com mais vitórias
| # Vit | Piloto          | Vitórias  | Vitórias   |
| # Vit | Piloto          | Categoria | Anos       |
| ----- | --------------- | --------- | ---------- |
| 2     | Marco Bezzecchi | Moto2     | 2020, 2021 |

### Construtores com mais vitórias
| # Vit | Construtor | Vitórias  | Vitórias   |
| # Vit | Construtor | Categoria | Anos       |
| ----- | ---------- | --------- | ---------- |
| 3     | KTM        | MotoGP    | 2020       |
| 3     | KTM        | Moto3     | 2020, 2021 |
| 2     | Kalex      | Moto2     | 2020, 2021 |

Notas